# Rhaphuma ogatai
Rhaphuma ogatai là một loài bọ cánh cứng trong họ Cerambycidae.